# Баттисти, Чезаре (1954)
Чезаре Баттисти (итал. Cesare Battisti, род. 18 декабря 1954, Сермонета) — итальянский революционер и писатель, член леворадикальной организации «Вооружённые пролетарии за коммунизм», стоявшей на позициях автономистского марксизма. Получил в Бразилии (2002—18) статус политического беженца. С 14 января 2019 года находится в тюремном заключении в Италии по обвинению в терроризме. В литературе известен как автор детективной прозы.

## Биография
На родине Баттисти обвиняется в причастности к ряду убийств, совершённых в конце 70-х годов, он приговорён заочно к пожизненному заключению. Сам он оставил экстремистскую деятельность после убийства Альдо Моро в 1978 году (хотя его организация и ранее осуждала «Красные бригады» за иерархичную и централистскую организацию).

### Эмиграция
В 1979 году арестован в Италии за участие в вооружённой преступной группе, содержался в тюрьме города Фрозиноне. 4 октября 1981 года бежал, укрылся во Франции и около года нелегально жил в Париже, где познакомился с будущей женой. Уехал вместе с ней в Мексику, там родилась их первая дочь. Некоторое время прожил в Оахаке в Мексике, где по совету Пако Игнасио Тайбо II начал писать.
В этот период итальянский суд приговорил Баттисти к двум пожизненным заключениям, признав его причастность к четырём убийствам и нескольким нападениям. В частности, он признан виновным в том, что 6 июня 1978 года стрелял в полицейского Антонио Санторо, а 19 апреля 1979 года в Милане — в сотрудника Подразделения общих расследований и специальных операций Андреа Кампанья. Кроме того, он признан виновным в причастности к убийству активиста Итальянского социального движения Лино Саббадина 16 февраля 1979 года в Венеции и в планировании убийства ювелира Пьерлуиджи Торреджани в тот же день в Милане. В 1990 году Баттисти вернулся во Францию, где к этому времени уже жили его жена и дети, и включился в жизнь сообщества левых активистов, укрывающихся от итальянского правосудия благодаря так называемой «доктрине Миттерана», допускавшей предоставление политического убежища участникам итальянских вооружённых группировок при условии их отказа от насилия. В этот период он закончил свой первый роман и занялся переводом на итальянский язык французских авторов, пишущих в стиле «нуар». Был арестован по запросу итальянских властей, но в апреле 1991 после четырёх месяцев заключения признан не подлежащим экстрадиции и выпущен на свободу. В 2002 году был получен новый итальянский запрос на выдачу Баттисти, но в его защиту французские левые интеллектуалы организовали кампанию поддержки. В феврале 2004 года получил французское гражданство и в том же месяце был арестован из-за ссоры с соседом. 30 июня 2004 года итальянские власти оформили очередной ордер на арест Баттисти, в августе того же года он скрылся.
18 марта 2007 года бразильские и французские полицейские арестовали Баттисти в Рио-де-Жанейро, однако впоследствии министерство юстиции Бразилии во главе с Тарсу Женру предоставило ему статус политического беженца. 18 ноября 2009 года Верховный суд Бразилии отменил этот статус и принял решение экстрадировать Чезаре Баттисти в Италию. Президент Лула да Сильва отказал итальянским властям в экстрадиции Баттисти в свой последний день на посту президента 31 декабря 2010 года. Баттисти был освобождён 9 июня 2011 года.

### Тюремное заключение
4 октября 2017 года задержан бразильской дорожной полицией недалеко от границы с Боливией по подозрению в намерении покинуть Бразилию, имея при себе наличные на сумму, намного превышающую лимит в 10 тыс. реалов, разрешённый для перемещения через границу. 11 октября президент Бразилии Темер отозвал статус беженца, ранее предоставленный Баттисти. В декабре 2018 года, после принятия решения о его экстрадиции, Баттисти скрылся, но в ночь на 13 января 2019 года был арестован в Боливии и уже 14 января экстрадирован в Италию. На военном аэродроме Чампино самолёт встречали лично министр внутренних дел Маттео Сальвини и министр юстиции Альфонсо Бонафеде. Сальвини опубликовал открытое письмо в газете Leggo, в котором заявил: «Баттисти подвергается преследованиям не как автор бульварных романов, он — коммунист и террорист. Он — убийца. Он — трус». Арестованный был заключён в тюрьму города Ористано.
Британская газета The Guardian увидела в этих событиях свидетельство сотрудничества правых правительств Италии и Бразилии (вступивший в должность 1 января 2019 года президент Бразилии Жаир Болсонару якобы ещё в октябре 2018 года пообещал Сальвини обеспечить экстрадицию Баттисти).
В ходе допросов 23 и 24 марта 2019 года общей продолжительностью 9 часов признал все предъявленные ему обвинения (участие в двух убийствах в качестве исполнителя и в двух — в качестве заказчика, а также грабежи и так называемые gambizzazioni — метод террористического запугивания стрельбой по ногам). При этом Баттисти принёс извинения семьям потерпевших и заявил, что «вооружённая борьба воспрепятствовала культурному, социальному и политическому развитию, зародившемуся в 68-м».
17 мая 2019 года апелляционный суд ассизы в Милане отклонил прошение защиты Баттисти о замене пожизненного заключения на 30-летний срок, а 19 ноября 2019 года Верховный кассационный суд подтвердил этот приговор.

## Книги
- Les habits d’ombre. Série Noire, Gallimard, 1992.
- L’ombre rouge. Série Noire, Gallimard, 1994.
- Nouvel an nouvelle vie. Mille et une nuits, 1994.
- L’air de rien. Autrement, 1995.
- Buena onda. Série Noire, Gallimard, 1996.
- J’aurais ta Pau. Baleine, 1977.
- Copier coller. Père Castor-Flammarion, 1997.
- Dernières cartouches. Joëlle Losfeld, 1998.
- Naples (1999, антология рассказов совместно с Jean-Jacques Busino, Carlo Lucarelli, Jean-Bernard Pouy и Tito Topin)
- Terres Brulées, Rivages thriller, 2000.
- Jamais plus sans fusil, éditions du Masque, 2000.
- Avenida Revoluciòn, Rivages thriller, 2001
- Le Cargo Sentimental, Joëlle Losfeld, 2003
- Vittoria, Eden Production. Ilustrações de Alain Korkos 2003
- L’eau du diamant, éditions du Masque, 2006.
- Ma Cavale, Grasset/Rivages, 2006.
- Minha fuga sem fim. Trad. Dorothée de Bruchard. São Paulo, Martins, 2007.